# Кубок Украины по футболу 2007/2008
Кубок Украины по футболу 2007/2008 (укр. Кубок України з футболу 2007—2008) — 17-й розыгрыш Кубка Украины. Официальное название — «DATAGROUP — Кубок Украины по футболу». Проводился с 20 июля 2007 года по 7 мая 2008. Победителем в шестой раз стал донецкий «Шахтёр», обыгравший в финале киевское «Динамо» — 2:0

## Участники
В Кубке приняли участие 54 клуба высшей, первой и второй лиг, а также обладатель Кубка Украины 2006 года среди любительских команд.
| Клубы высшей лиги: | Клубы первой лиги: | Клубы второй лиги: | Любительские клубы:  |
| --- | --- | --- | -------------------- |
| - «Арсенал» (Киев) - «Ворскла» (Полтава) - «Динамо» (Киев) - «Днепр» (Днепропетровск) - «Закарпатье» (Ужгород) - «Заря» (Луганск) - «Карпаты» (Львов) - «Кривбасс» (Кривой Рог) - «Металлург» (Донецк) - «Металлург» (Запорожье) - «Металлист» (Харьков) - «Нефтяник-Укрнафта» (Ахтырка) - «Таврия» (Симферополь) - ФК «Харьков» (Харьков) - «Черноморец» (Одесса) - «Шахтёр» (Донецк) | - ПФК «Александрия» (Александрия) - «Волынь» (Луцк) - «Гелиос» (Харьков) - «Десна» (Чернигов) - «Днепр» (Черкассы) - «Днестр» (Овидиополь) - «ИгроСервис» (Симферополь) - «Ильичёвец» (Мариуполь) - «Крымтеплица» (Молодёжное) - ФК «Львов» (Львов) - МФК «Николаев» (Николаев) - «Оболонь» (Киев) - ФСК «Прикарпатье» (Ивано-Франковск) - ПФК «Севастополь» (Севастополь) - «Сталь» (Алчевск) - «Сталь» (Днепродзержинск) - «Феникс-Ильичёвец» (Калинино) - ЦСКА - «Энергетик» (Бурштын) | - «Арсенал» (Харьков) - «Газовик-ХГД» (Харьков) - «Горняк-спорт» (Комсомольск) - «Еднисть» (Плиски) - «Княжа» (Счастливое) - «Коммунальник» (Луганск) - ФК «Красилов» - «Кремень» (Кременчуг) - «Нафком» (Бровары) - «Нива» (Тернополь) - «Олимпик» (Донецк) - «Олимпик» (Кировоград) - «Олком» (Мелитополь) - «Подолье-Хмельницкий» (Хмельницкий) - «Спартак» (Ивано-Франковск) - «Титан» (Армянск) - «Химик» (Красноперекопск) - «Шахтёр» (Свердловск) - «Энергия» (Южноукраинск) | - «Галичина» (Львов) |

## Первый предварительный этап
Матчи первого предварительного этапа состоялись 20 июля 2007 года.
| Команда 1                    | Счёт       | Команда 2                |
| ---------------------------- | ---------- | ------------------------ |
| 20 июля 2007                 |            |                          |
| «Нафком» (Бровары)           | 5:0        | «Олимпик» (Кировоград)   |
| «Галичина» (Львов)           | 3:2 (д.в.) | Энергия (Южноукраинск)   |
| «Кремень» (Кременчуг)        | 1:0        | «Подолье-Хмельницкий»    |
| «Олимпик» (Донецк)           | 3:2 (д.в.) | «Шахтёр» (Свердловск)    |
| «Химик» (Крамноперекопск)    | 0:2        | «Олком» (Мелитополь)     |
| «Арсенал» (Харьков)          | 4:0        | «Коммунальник» (Луганск) |
| «Горняк-Спорт» (Комсомольск) | 4:0        | «Газовик-ХГД» (Харьков)  |

## Второй предварительный этап
Матчи второго предварительного этапа состоялись 5 и 8 августа 2007 года
| Команда 1                  | Счёт         | Команда 2                       |
| -------------------------- | ------------ | ------------------------------- |
| 5 августа 2007             |              |                                 |
| «Галичина» (Львов)         | 0:1          | ПФК «Александрия»               |
| 8 августа 2007             |              |                                 |
| «Днестр» (Овидиополь)      | 1:1 (п. 3:1) | «Крымтеплица» (Молодёжное)      |
| «Титан» (Армянск)          | 2:1          | ЦСКА (Киев)                     |
| «Княжа» (Счастливое)       | 1:0          | «Олком» (Мелитополь)            |
| «Нива» (Тернополь)         | 2:0          | «Феникс-Ильичёвец» (Калинино)   |
| «Нафком» (Бровары)         | 0:2          | ПФК «Севастополь»               |
| ФК «Львов»                 | 3:0          | «Прикарпатье» (Ивано-Франковск) |
| «Гелиос» (Харьков)         | 2:2 (п. 3:0) | «Сталь» (Днепродзержинск)       |
| «Энергетик» (Бурштын)      | 4:2 (д.в.)   | «Волынь» (Луцк)                 |
| «Олимпик» (Донецк)         | 2:1 (д.в.)   | «Горняк-Спорт» (Комсомольск)    |
| «Еднисть» (Плиски)         | 3:3 (п. 3:2) | «Кремень» (Кременчуг)           |
| «Десна» (Чернигов)         | 0:0 (п. 6:5) | «Днепр» (Черкассы)              |
| «ИгроСервис» (Симферополь) | 3:1          | «Оболонь» (Киев)                |
| «Арсенал» (Харьков)        | 1:2          | МФК «Николаев»                  |
| «Ильичёвец» (Мариуполь)    | +:-          | ФК «Красилов»                   |
| «Сталь» (Алчевск)          | +:-          | «Спартак» (Ивано-Франковск)     |

## Турнирная сетка
| 1/16 финала 24-26 сентября 2007 | 1/16 финала 24-26 сентября 2007 |  |                               | 1/8 финала 31 октября 2007 | 1/8 финала 31 октября 2007 |  |  | 1/4 финала 17 ноября, 5, 8, 9 декабря 2007 5, 8, 12, 15 декабря 2007 | 1/4 финала 17 ноября, 5, 8, 9 декабря 2007 5, 8, 12, 15 декабря 2007 | 1/4 финала 17 ноября, 5, 8, 9 декабря 2007 5, 8, 12, 15 декабря 2007 | 1/4 финала 17 ноября, 5, 8, 9 декабря 2007 5, 8, 12, 15 декабря 2007 |  |  | 1/2 финала 19 марта 2008 16 апреля 2008 | 1/2 финала 19 марта 2008 16 апреля 2008 | 1/2 финала 19 марта 2008 16 апреля 2008 | 1/2 финала 19 марта 2008 16 апреля 2008 |  |  | Финал 7 мая 2008  | Финал 7 мая 2008 |
|                                 |                                 |  |                               |                            |                            |  |  |                                                                      |                                                                      |                                                                      |                                                                      |  |  |                                         |                                         |                                         |                                         |  |  |                   |                  |
| ФК «Львов»                      | 2                               |  |                               |                            |                            |  |  |                                                                      |                                                                      |                                                                      |                                                                      |  |  |                                         |                                         |                                         |                                         |  |  |                   |                  |
| «Закарпатье» (Ужгород)          | 1                               |  |                               | ФК «Львов»                 | 1                          |  |  |                                                                      |                                                                      |                                                                      |                                                                      |  |  |                                         |                                         |                                         |                                         |  |  |                   |                  |
| «Княжа» (Счастливое)            | 0                               |  | «Ильичёвец» (Мариуполь)       | 2                          |                            |  |  |                                                                      |                                                                      |                                                                      |                                                                      |  |  |                                         |                                         |                                         |                                         |  |  |                   |                  |
| «Ильичёвец» (Мариуполь)         | 1                               |  |                               |                            |                            |  |  | «Ильичёвец» (Мариуполь)                                              | 2                                                                    | 0                                                                    | 2                                                                    |  |  |                                         |                                         |                                         |                                         |  |  |                   |                  |
| «Титан» (Армянск)               | 0                               |  |                               |                            |                            |  |  | «Черноморец» (Одесса)                                                | 1                                                                    | 4                                                                    | 5                                                                    |  |  |                                         |                                         |                                         |                                         |  |  |                   |                  |
| «Черноморец» (Одесса)           | 3                               |  |                               | «Черноморец» (Одесса)      | 2                          |  |  |                                                                      |                                                                      |                                                                      |                                                                      |  |  |                                         |                                         |                                         |                                         |  |  |                   |                  |
| ПФК «Севастополь»               | 1                               |  | «Металлист» (Харьков)         | 2                          |                            |  |  |                                                                      |                                                                      |                                                                      |                                                                      |  |  |                                         |                                         |                                         |                                         |  |  |                   |                  |
| «Металлист» (Харьков)           | 3                               |  |                               |                            |                            |  |  |                                                                      |                                                                      |                                                                      |                                                                      |  |  | «Черноморец» (Одесса)                   | 1                                       | 0                                       | 1                                       |  |  |                   |                  |
| «Днестр» (Овидиополь)           | 2                               |  |                               |                            |                            |  |  |                                                                      |                                                                      |                                                                      |                                                                      |  |  | «Шахтёр» (Донецк)                       | 3                                       | 2                                       | 5                                       |  |  |                   |                  |
| «Энергетик» (Бурштын)           | 0                               |  |                               | «Днестр» (Овидиополь)      | 0                          |  |  |                                                                      |                                                                      |                                                                      |                                                                      |  |  |                                         |                                         |                                         |                                         |  |  |                   |                  |
| «Ворскла» (Полтава)             | 2                               |  | «Ворскла» (Полтава)           | 1                          |                            |  |  |                                                                      |                                                                      |                                                                      |                                                                      |  |  |                                         |                                         |                                         |                                         |  |  |                   |                  |
| ФК «Харьков»                    | 0                               |  |                               |                            |                            |  |  | «Ворскла» (Полтава)                                                  | 0                                                                    | 1                                                                    | 1                                                                    |  |  |                                         |                                         |                                         |                                         |  |  |                   |                  |
| МФК «Николаев»                  | 0                               |  |                               |                            |                            |  |  | «Шахтёр» (Донецк)                                                    | 3                                                                    | 1                                                                    | 4                                                                    |  |  |                                         |                                         |                                         |                                         |  |  |                   |                  |
| «Шахтёр» (Донецк)               | 1                               |  |                               | «Шахтёр» (Донецк)          | 4                          |  |  |                                                                      |                                                                      |                                                                      |                                                                      |  |  |                                         |                                         |                                         |                                         |  |  |                   |                  |
| «Гелиос» (Харьков)              | 0                               |  | «Арсенал» (Киев)              | 1                          |                            |  |  |                                                                      |                                                                      |                                                                      |                                                                      |  |  |                                         |                                         |                                         |                                         |  |  |                   |                  |
| «Арсенал» (Киев)                | 2                               |  |                               |                            |                            |  |  |                                                                      |                                                                      |                                                                      |                                                                      |  |  |                                         |                                         |                                         |                                         |  |  | «Шахтёр» (Донецк) | 2                |
| «Нива» (Тернополь)              | 1                               |  |                               |                            |                            |  |  |                                                                      |                                                                      |                                                                      |                                                                      |  |  |                                         |                                         |                                         |                                         |  |  | «Динамо» (Киев)   | 0                |
| «Кривбасс» (Кривой Рог)         | 0                               |  |                               | «Нива» (Тернополь)         | 0                          |  |  |                                                                      |                                                                      |                                                                      |                                                                      |  |  |                                         |                                         |                                         |                                         |  |  |                   |                  |
| «Металлург» (Запорожье)         | 0                               |  | «Таврия» (Симферополь)        | 0                          |                            |  |  |                                                                      |                                                                      |                                                                      |                                                                      |  |  |                                         |                                         |                                         |                                         |  |  |                   |                  |
| «Таврия» (Симферополь)          | 1                               |  |                               |                            |                            |  |  | «Таврия» (Симферополь)                                               | 2                                                                    | 0                                                                    | 2                                                                    |  |  |                                         |                                         |                                         |                                         |  |  |                   |                  |
| «ИгроСервис» (Симферополь)      | 1                               |  |                               |                            |                            |  |  | «Динамо» (Киев)                                                      | 0                                                                    | 3                                                                    | 3                                                                    |  |  |                                         |                                         |                                         |                                         |  |  |                   |                  |
| «Карпаты» (Львов)               | 0                               |  |                               | «ИгроСервис» (Симферополь) | 1                          |  |  |                                                                      |                                                                      |                                                                      |                                                                      |  |  |                                         |                                         |                                         |                                         |  |  |                   |                  |
| «Динамо» (Киев)                 | 2                               |  | «Динамо» (Киев)               | 4                          |                            |  |  |                                                                      |                                                                      |                                                                      |                                                                      |  |  |                                         |                                         |                                         |                                         |  |  |                   |                  |
| «Днепр» (Днепропетровск)        | 0                               |  |                               |                            |                            |  |  |                                                                      |                                                                      |                                                                      |                                                                      |  |  | «Динамо» (Киев)                         | 2                                       | 1                                       | 3                                       |  |  |                   |                  |
| «Олимпик» (Донецк)              | 1                               |  |                               |                            |                            |  |  |                                                                      |                                                                      |                                                                      |                                                                      |  |  | «Металлург» (Донецк)                    | 1                                       | 0                                       | 1                                       |  |  |                   |                  |
| «Десна» (Чернигов)              | 2                               |  |                               | «Десна» (Чернигов)         | 1                          |  |  |                                                                      |                                                                      |                                                                      |                                                                      |  |  |                                         |                                         |                                         |                                         |  |  |                   |                  |
| «Нефтяник-Укрнефть» (Ахтырка)   | 2                               |  | «Нефтяник-Укрнефть» (Ахтырка) | 1                          |                            |  |  |                                                                      |                                                                      |                                                                      |                                                                      |  |  |                                         |                                         |                                         |                                         |  |  |                   |                  |
| «Заря» (Луганск)                | 0                               |  |                               |                            |                            |  |  | «Нефтяник-Укрнефть» (Ахтырка)                                        | 2                                                                    | 0                                                                    | 2                                                                    |  |  |                                         |                                         |                                         |                                         |  |  |                   |                  |
| «Еднисть» (Плиски)              | 0                               |  |                               |                            |                            |  |  | «Металлург» (Донецк)                                                 | 3                                                                    | 1                                                                    | 4                                                                    |  |  |                                         |                                         |                                         |                                         |  |  |                   |                  |
| «Сталь» (Алчевск)               | 3                               |  |                               | «Сталь» (Алчевск)          | 1                          |  |  |                                                                      |                                                                      |                                                                      |                                                                      |  |  |                                         |                                         |                                         |                                         |  |  |                   |                  |
| ПФК «Александрия»               | 1                               |  | «Металлург» (Донецк)          | 2                          |                            |  |  |                                                                      |                                                                      |                                                                      |                                                                      |  |  |                                         |                                         |                                         |                                         |  |  |                   |                  |
| «Металлург» (Донецк)            | 2                               |  |                               |                            |                            |  |  |                                                                      |                                                                      |                                                                      |                                                                      |  |  |                                         |                                         |                                         |                                         |  |  |                   |                  |

## 1/16 финала

### Результаты
Матчи 1/16 финала состоялись 24—26 сентября 2007 года.
| Команда 1                     | Счёт       | Команда 2                |
| ----------------------------- | ---------- | ------------------------ |
| 24 сентября 2007              |            |                          |
| «Днестр» (Овидиополь)         | 2:0        | «Энергетик» (Бурштын)    |
| 25 сентября 2007              |            |                          |
| «Нефтяник-Укрнефть» (Ахтырка) | 2:0        | «Заря» (Луганск)         |
| ПФК «Александрия»             | 1:2 (д.в.) | «Металлург» (Донецк)     |
| 26 сентября 2007              |            |                          |
| «Олимпик» (Донецк)            | 1:2        | «Десна» (Чернигов)       |
| «ИгроСервис» (Симферополь)    | 1:0        | «Карпаты» (Львов)        |
| «Металлург» (Запорожье)       | 0:1 (д.в.) | «Таврия» (Симферополь)   |
| «Нива» (Тернополь)            | 1:0        | «Кривбасс» (Кривой Рог)  |
| ПФК «Севастополь»             | 1:3        | «Металлист» (Харьков)    |
| «Ворскла» (Полтава)           | 2:0        | ФК «Харьков»             |
| «Титан» (Армянск)             | 0:3        | «Черноморец» (Одесса)    |
| «Динамо» (Киев)               | 2:0        | «Днепр» (Днепропетровск) |
| ФК «Львов»                    | 2:1        | «Закарпатье» (Ужгород)   |
| «Гелиос» (Харьков)            | 0:2        | «Арсенал» (Киев)         |
| «Княжа» (Счастливое)          | 0:1        | «Ильичёвец» (Мариуполь)  |
| «Еднисть» (Плиски)            | 0:3        | «Сталь» (Алчевск)        |
| МФК «Николаев»                | 0:1        | «Шахтёр» (Донецк)        |

## 1/8 финала
Жеребьёвка 1/8 финала состоялась 2 октября 2007 года. Матчи состоялись 31 октября.
| Команда 1                  | Счёт         | Команда 2                     |
| -------------------------- | ------------ | ----------------------------- |
| «Десна» (Чернигов)         | 1:1 (п. 2:4) | «Нефтяник-Укрнефть» (Ахтырка) |
| «Сталь» (Алчевск)          | 1:2          | «Металлург» (Донецк)          |
| «ИгроСервис» (Симферополь) | 1:4          | «Динамо» (Киев)               |
| «Днестр» (Овидиополь)      | 0:1          | «Ворскла» (Полтава)           |
| «Нива» (Тернополь)         | 0:0 (п. 5:6) | «Таврия» (Симферополь)        |
| ФК «Львов»                 | 1:2          | «Ильичёвец» (Мариуполь)       |
| «Шахтёр» (Донецк)          | 4:1          | «Арсенал» (Киев)              |
| «Черноморец» (Одесса)      | 2:2 (п. 3:1) | «Металлист» (Харьков)         |

## Четвертьфинал
На этом этапе команды сыграли по два матча. Первые матчи состоялись 17 ноября и 5, 8, 9 декабря, ответные — 5, 8, 12 и 15 декабря.
| Команда 1                     | Итог | Команда 2             | 1-й матч | 2-й матч |
| ----------------------------- | ---- | --------------------- | -------- | -------- |
| «Нефтяник-Укрнефть» (Ахтырка) | 2:4  | «Металлург» (Донецк)  | 2:3      | 0:1      |
| «Таврия» (Симферополь)        | 2:3  | «Динамо» (Киев)       | 2:0      | 0:3      |
| «Ворскла» (Полтава)           | 1:4  | «Шахтёр» (Донецк)     | 0:3      | 1:1      |
| «Ильичёвец» (Мариуполь)       | 2:5  | «Черноморец» (Одесса) | 2:1      | 0:4      |

### Первые матчи
| «Нефтяник-Укрнефть» (Ахтырка)    | 2:3   | «Металлург» (Донецк)               |
| -------------------------------- | ----- | ---------------------------------- |
| Каракевич 3′ (пен.) · Иванов 37′ | отчёт | 38′, 73′ (пен.) Косырин · 66′ Миту |

| «Таврия» (Симферополь)        | 2:0   | «Динамо» (Киев) |
| ----------------------------- | ----- | --------------- |
| Йокшас 26′ · Зборовский 90+2′ | отчёт |                 |

| «Ворскла» (Полтава) | 0:3   | «Шахтёр» (Донецк)                                 |
| ------------------- | ----- | ------------------------------------------------- |
|                     | отчёт | 55′ Чигринский · 77′ (пен.) Рац · 88′ Фернандиньо |

| «Ильичёвец» (Мариуполь)        | 2:1   | «Черноморец» (Одесса) |
| ------------------------------ | ----- | --------------------- |
| Северино 43′ · Краснопёров 48′ | отчёт | 45+2′ Васкес          |

### Ответные матчи
| «Металлург» (Донецк) | 1:0   | «Нефтяник-Укрнефть» (Ахтырка) |
| -------------------- | ----- | ----------------------------- |
| Гавриш 22′           | отчёт |                               |

| «Динамо» (Киев)                    | 3:0   | «Таврия» (Симферополь) |
| ---------------------------------- | ----- | ---------------------- |
| Бангура 2′, 48′ (пен.) · Гусев 39′ | отчёт |                        |

| «Шахтёр» (Донецк) | 1:1   | «Ворскла» (Полтава) |
| ----------------- | ----- | ------------------- |
| Гай 55′           | отчёт | 64′ Цурри           |

| «Черноморец» (Одесса)                               | 4:0   | «Ильичёвец» (Мариуполь) |
| --------------------------------------------------- | ----- | ----------------------- |
| Белецкий 46′ · Корытько 76′ (пен.), 90′ · Мельо 82′ | отчёт |                         |

## Полуфинал
На этом этапе команды сыграли по два матча. Первые матчи состоялись 19 марта, ответные — 16 апреля 2008 года.
| Команда 1             | Итог | Команда 2            | 1-й матч | 2-й матч |
| --------------------- | ---- | -------------------- | -------- | -------- |
| «Динамо» (Киев)       | 3:1  | «Металлург» (Донецк) | 2:1      | 1:0      |
| «Черноморец» (Одесса) | 1:5  | «Шахтёр» (Донецк)    | 1:2      | 0:3      |

### Первые матчи
| «Динамо» (Киев)       | 2:1   | «Металлург» (Донецк) |
| --------------------- | ----- | -------------------- |
| Гусев 43′ · Алиев 88′ | отчёт | 55′ Косырин          |

| «Черноморец» (Одесса) | 1:2   | «Шахтёр» (Донецк)                     |
| --------------------- | ----- | ------------------------------------- |
| Корытько 72′ (пен.)   | отчёт | 41′ Левандовский · 64′ (пен.) Брандао |

### Ответные матчи
| «Металлург» (Донецк) | 0:1   | «Динамо» (Киев) |
| -------------------- | ----- | --------------- |
|                      | отчёт | 68′ Гиоане      |

| «Шахтёр» (Донецк)                           | 3:0   | «Черноморец» (Одесса) |
| ------------------------------------------- | ----- | --------------------- |
| Луис Адриано 4′ · Кравченко 72′ · Дуляй 74′ | отчёт |                       |

## Финал
| «Шахтёр» (Донецк)     | 2:0   | «Динамо» (Киев) |
| --------------------- | ----- | --------------- |
| Гладкий 44′ · Гай 78′ | отчёт |                 |

| Обладатель Кубка Украины 2007/08 |
| -------------------------------- |
| «Шахтёр» (Донецк) 6-й титул      |

## Лучшие бомбардиры
|   | Игрок             | Клуб                    | Игры | Голы (пен.) |
| - | ----------------- | ----------------------- | ---- | ----------- |
| 1 | Владимир Корытько | «Черноморец»            | 5    | 5 (3)       |
| 2 | Виктор Арефьев    | «Олимпик» Донецк        | 3    | 3           |
| 3 | Григорий Баранец  | «Львов»                 | 3    | 3           |
| 4 | Исмаэль Бангура   | «Динамо»                | 4    | 3 (1)       |
| 5 | Александр Косырин | «Металлург» Донецк      | 5    | 3 (1)       |
| 6 | Максим Шацких     | «Динамо»                | 6    | 3           |
| 7 | Андрей Ильяшов    | «Сталь» Днепродзержинск | 1    | 2           |